# Franz Blatt
Franz Josef Blatt (født 31. august 1903 på Frederiksberg, død 2. august 1979 i Roskilde) var en dansk latinist der virkede ved Aarhus Universitet hvor han var professor, institutleder og rektor.
Hans arbejde lå især inden for middelalderlatin.